# Idiocera mathesoni
Idiocera mathesoni là một loài ruồi trong họ Limoniidae. Chúng phân bố ở miền Tân bắc.